# هری جوناس
هری درایور جوناس، وکیل بین‌المللی و کارآفرین اجتماعی بریتانیایی است که بیشتر به خاطر مشارکت‌هایش در توانمندسازی حقوقی و حفاظت از محیط زیست منطقه‌ای شناخته می‌شود. او نظریه و عمل پروتکل‌های اجتماعی را برای تأیید حقوق مردم بومی بر قلمرو و دانش سنتی خود پیش برد و در توسعه چارچوب بین‌المللی برای سایر اقدامات حفاظتی مؤثر مبتنی بر منطقه برای به رسمیت شناختن بهتر مدیریت تنوع زیستی فراتر از مناطق حفاظت‌شده نقش مهمی داشت. 

## اوایل زندگی و تحصیلات
جوناس در کنت، در جنوب انگلستان متولد شد. او پسر الیزابت اما (تیرل) جوناس، معلم و نویسنده، و جانی جوناس، نقاش بریتانیایی است. او به همراه برادرش، جانگو یوناس، در لیگوریا ایتالیا بزرگ شد و متعاقباً در مدارس انگلستان و دانشگاه‌های انگلستان و ایالات متحده تحصیل کرد. او مدارک تحصیلی خود را نقاشی کرد در رشته سیاست و حقوق برای توسعه یک چارچوب نظری در رساله دکترای خود که آن را «بوم‌شناسی حقوقی-سیاسی» توصیف می‌کند، که مفاهیمی از فقه، اعلامیه‌های مردم بومی، پلورالیسم حقوقی، مطالعات حقوقی انتقادی، آموزش انتقادی و بوم‌شناسی سیاسی را ادغام می‌کند.

## شغل

### عدالت طبیعی و پروتکل‌های اجتماعی
جوناس قرارداد آموزشی قانونی خود را در ترورز و هملینز به پایان رساند. در سال ۲۰۰۷، یوناس و سانجی کبیر باویکات، عدالت طبیعی: وکلای جوامع و محیط زیست را در آفریقای جنوبی، به عنوان یک سازمان غیرانتفاعی متخصص در توانمندسازی حقوقی و حقوق منافع عمومی با تمرکز بر حقوق بشر و عدالت زیست‌محیطی، تأسیس کردند. در حالی که با مردم سان خومانی کار می‌کرد و در آپینگتون، جنوب، زندگی می‌کرد. آفریقا، جوناس پروتکل‌های اجتماعی را به عنوان یک روش‌شناسی مشارکتی آگاهی حقوقی و ابزار حمایتی پیش برد. پروتکل‌های جامعه در سال ۲۰۱۰ در پروتکل ناگویا گنجانده شدند. مردم بومی و جوامع محلی اکنون می‌توانند پروتکل‌های خود را در اتاق پایاپای دسترسی و اشتراک‌گذاری مزایا منتشر کنند تا از منافع خود محافظت کنند.

### سایر اقدامات حفاظتی مؤثر مبتنی بر منطقه
جوناس در سال ۲۰۱۰ به عنوان بخشی از کار خود در زمینه حقوق بشر و مسائل زیست‌محیطی به صباح، ایالتی در بورنئو مالزی، نقل مکان کرد. در سال ۲۰۱۴، جوناس، آشیش کوتاری و دیگر فعالان وابسته به کنسرسیوم منطقه حفاظت‌شده بومی و جامعه پیشنهاد دادند که تعریف اصطلاح سایر اقدامات حفاظتی مؤثر مبتنی بر منطقه  فرصتی را برای شناخت بهتر حفاظت از تنوع زیستی توسط گروه‌های متنوع در مکان‌های «فراتر از مناطق حفاظت‌شده» فراهم می‌کند. یوناس به همراه کتی مک‌کینون، ریاست مشترک کارگروه اتحادیه بین‌المللی حفاظت از طبیعت (IUCN) کمیسیون جهانی مناطق حفاظت‌شده در مورد سایر اقدامات حفاظتی مؤثر مبتنی بر منطقه را بر عهده داشت که گزارش خود را در سال ۲۰۱۷ به اعضای کنوانسیون تنوع زیستی ارائه کرد. تصمیم ۱۴/۸ در مورد مناطق حفاظت‌شده و سایر اقدامات حفاظتی مؤثر مبتنی بر منطقه در سال ۲۰۱۸ مورد توافق قرار گرفت و تعریف و معیارهای بین‌المللی برای سایر اقدامات حفاظتی مؤثر مبتنی بر منطقه را تعیین کرد. در سال ۲۰۲۲، سایر اقدامات حفاظتی مؤثر مبتنی بر منطقه در هدف ۳ از چارچوب تنوع زیستی جهانی کونمینگ-مونترال، که خواستار حفاظت از حداقل ۳۰٪ از زمین است، مورد اشاره قرار گرفتند. از فوریه ۲۰۲۳، سایر اقدامات حفاظتی مؤثر مبتنی بر منطقه مساحتی بالغ بر ۱٬۹۴۹٬۴۸۴ کیلومتر مربع از سطح زمین را پوشش می‌دهند.
کار جوناس در چارچوب سایر اقدامات حفاظتی مؤثر مبتنی بر منطقه به عنوان «ایجاد تغییر الگو در حفاظت مبتنی بر منطقه» در نظر گرفته می‌شود. در مقاله‌ای مونگابای، از جوناس نقل شده است که چارچوب سایر اقدامات حفاظتی مؤثر مبتنی بر منطقه سازمان‌های دولتی و سایر فعالان حفاظت از محیط زیست را ملزم می‌کند که «فراگیرتر و متمرکزتر بر نتایج حفاظت» باشند. در سال ۲۰۲۱، یوناس مدیر ارشد مناطق حفاظت‌شده در صندوق جهانی حیات وحش، مستقر در واشینگتن دی سی، شد که بخشی از شبکه‌ای از سازمان‌های وابسته به صندوق جهانی طبیعت است.

## رسانه‌ها و نشریات

### فیلم‌ها
در سال ۲۰۲۱، یوناس مستند «مراقبت از طبیعت فراتر از مناطق حفاظت‌شده» را تهیه کرد، فیلمی مستند دربارهٔ تلاش‌های محلی برای حفاظت از محیط زیست در آفریقای جنوبی.

### انتشارات مکتوب
جوناس نویسنده یا نویسنده مشترک بیش از ۶۰ نشریه است که به بررسی حقوق بشر، توانمندسازی قانونی، عدالت حفاظتی، مناطق حفاظت‌شده، سایر اقدامات حفاظتی مؤثر مبتنی بر منطقه و پیشرفت‌های جهانی در حفاظت مبتنی بر منطقه می‌پردازد. آثار یادداشت در زیر فهرست شده‌اند. 

#### مقالات مجله
- «حفاظت عادلانه و مؤثر مبتنی بر منطقه: به سوی الگوی مناطق حفاظت‌شده». اتحادیه بین‌المللی حفاظت از طبیعت (۲۰۲۱)[۱۸]
- «تنوع زیستی به هر ابزار موجود نیاز دارد: از سایر اقدامات حفاظتی مؤثر مبتنی بر منطقه استفاده کنید». نیچر (۲۰۲۱)[۱۹]
- «حفاظت مبتنی بر منطقه در قرن بیست و یکم». نیچر (۲۰۲۱)[۲۰]
- "آیا حفاظت از مناطق حفاظت شده جذاب‌ترین داستان است؟". اتحادیه بین‌المللی حفاظت از طبیعت (۲۰۱۹)[۲۱]
- "سایر اقدامات حفاظتی مؤثر مبتنی بر منطقه: از هدف ۱۱ آیچی تا چارچوب تنوع زیستی پس از ۲۰۲۰". اتحادیه بین‌المللی حفاظت از طبیعت (۲۰۱۸)[۲۲]
- «مروری فضایی بر اهمیت زمین‌های بومی برای حفاظت». پایداری طبیعت (۲۰۱۸)[۲۳]
- "آیا سایر اقدامات حفاظتی مؤثر مبتنی بر منطقه، شناخت و حمایت از آی سی ای ها را افزایش می‌دهد؟". پارک‌ها اتحادیه بین‌المللی حفاظت از طبیعت (۲۰۱۷)[۲۴]
- «مراحل جدید تغییر: نگاهی فراتر از مناطق حفاظت‌شده برای در نظر گرفتن سایر اقدامات حفاظتی مؤثر مبتنی بر منطقه». اتحادیه بین‌المللی حفاظت از طبیعت (۲۰۱۴).[۲۵]

#### کتاب‌ها و منابع کاربردی
- "ابزار سطح سایت برای شناسایی سایر اقدامات حفاظتی مؤثر مبتنی بر منطقه ". اتحادیه بین‌المللی حفاظت از طبیعت (۲۰۲۳)[۲۶]
- "کنوانسیون زنده: خلاصه‌ای قابل دسترس از حقوق بین‌المللی مردم بومی، جوامع محلی و دهقانان (جلد اول)". عدالت طبیعی (۲۰۲۰)[۲۷]
- "کنوانسیون زنده: روشی برای مقابله با نگاشت و تمرکز مجدد بر حقوق بین‌الملل (جلد دوم)". عدالت طبیعی (۲۰۲۰)[۲۸]
- «شناسایی و گزارش سایر اقدامات حفاظتی مؤثر مبتنی بر منطقه». اتحادیه بین‌المللی حفاظت از طبیعت (۲۰۱۹)[۲۹]
- «استانداردهای حفاظتی: از حقوق تا مسئولیت‌ها». مؤسسه بین‌المللی محیط زیست و توسعه (۲۰۱۶)[۳۰]
- «حق مسئولیت: مقاومت و تعامل با توسعه، حفاظت و قانون در آسیا». دانشگاه سازمان ملل متحد و عدالت طبیعی (۲۰۱۳)[۳۱]
- «جعبه ابزار پروتکل‌های جامعه زیست‌فرهنگی برای تسهیل‌گران جامعه». عدالت طبیعی (۲۰۱۲)[۳۲]
- «پروتکل‌های جامعه زیست‌فرهنگی: رویکردی جامعه‌ای برای تضمین تمامیت قانون و سیاست زیست‌محیطی». عدالت طبیعی (۲۰۰۹)[۳۳]

#### سرمقاله‌ها و تفسیرها
- «توافق جهانی بر سر «مناطق حفاظت‌شده» عصر جدیدی از حفاظت را رقم می‌زند». مونگابای (۲۰۱۸)[۳۴]
- «تغییر بحث در مورد عدالت حفاظتی از حقوق به مسئولیت‌ها». مونگابای (۲۰۱۶)[۳۵]
- «پایانی بر حفاظت ناعادلانه». مونگابای (۲۰۱۵)[۳۶]

## افتخارات و جوایز
جوناس در سال ۲۰۱۱ به دلیل کارآفرینی اجتماعی مربوط به کارش در زمینه آگاهی حقوقی و پروتکل‌های اجتماعی، به عنوان عضو جهانی آشوکا انتخاب شد. این اثر «تغییر دهندهٔ شیوهٔ تفکر حرفهٔ حقوقی در مورد توانمندسازی جوامع و پیشگام در حوزهٔ جدیدی از حقوق محیط زیست با منافع عمومی تلقی شد که حقوق جامعه را در قلب فرایند قانونگذاری و نه در حاشیه قرار می‌دهد». او در سال ۲۰۲۲ جایزهٔ متخصص حقوقی تنوع زیستی بین‌المللی را دریافت کرد و ماری-کلر کوردونیه سگر, که این جایزه را اهدا کرد، او را به عنوان فردی با «بینش، دانش و فداکاری مثال‌زدنی برای پیشبرد تنوع زیستی و توسعه پایدار در سراسر جهان» توصیف کرد. او عضو مرکز حقوق توسعه پایدار بین‌المللی و مرکز نظارت بر حفاظت جهانی است. برنامه محیط زیست ملل متحد، مرکز نظارت بر حفاظت جهانی.